# جنتلمن برجسته
جنتلمن برجسته (به انگلیسی: The Distinguished Gentleman) فیلمی محصول سال ۱۹۹۲ و به کارگردانی جاناتان لین است. در این فیلم بازیگرانی همچون ادی مورفی، لین اسمیت، شریل لی رالف، جو دان بیکر، ویکتوریا راول، گرانت شائود، کوین مک‌کارتی، چارلز اس. داتون، شای مک‌براید، جیمز گارنر، فرانسیس فاستر و نوبل ویلینگهام ایفای نقش کرده‌اند.